# (5063) Monteverdi
(5063) Monteverdi est un astéroïde de la ceinture principale.

## Description
(5063) Monteverdi est un astéroïde de la ceinture principale. Il fut découvert par Freimut Börngen le 2 février 1989 à Tautenburg. Il présente une orbite caractérisée par un demi-grand axe de 2,39 UA, une excentricité de 0,227 et une inclinaison de 1,53° par rapport à l'écliptique.
Il fut nommé en hommage au compositeur italien Claudio Monteverdi (1567-1643).

## Compléments